# Truyện thầy Lazaro Phiền
Truyện thầy Lazaro Phiền, tác phẩm của Nguyễn Trọng Quản, được cho là cuốn tiểu thuyết viết bằng chữ Quốc ngữ đầu tiên của Việt Nam.
Cuốn Truyện thầy Lazaro Phiền do nhà J. Linage, Libraire-Éditeur đường Catinat Sài Gòn xuất bản năm 1887. Tác giả là người Công giáo trong thời gian giáo dân còn rất ít, và truyện có rất nhiều chi tiết và nhân vật Công giáo.
Truyện tuy ngắn (bản in chỉ trên 50 trang) nhưng có cấu trúc của một cuốn tiểu thuyết Tây phương, và có chủ đề tâm lý nội tâm, là bước đột phá ra khỏi khuôn cấu trúc của truyện xưa.
Hồ Biểu Chánh gọi Truyện thầy Lazaro Phiền là một trong ba cuốn tiểu thuyết khiến ông hướng về nghiệp viết văn. (Hai cuốn kia là Hoàng Tố Anh hàm oan của Trần Chánh Chiếu và Phan Yên ngoại sử của Trương Duy Toản.)

## Lược truyện
Trong đất thánh làng Phước Lễ, tỉnh Bà Rịa có một nghĩa địa điêu tàn. Bên cạnh những ngôi mộ các thánh tử vì đạo, có một ngôi với chiếc thánh giá đơn sơ mang tên "Thầy Lazaro Phiền".
Thầy Lazaro Phiền quê tại Đất Đỏ. Năm Phiền ba tuổi thì mồ côi mẹ. Khi đó, giáo dân bị cấm đạo, bị bắt bớ tù đày rất nhiều. Khi Pháp đánh tới Bà Rịa thì 300 giáo dân trong nhà lao bị thảm sát, nhà ngục bị thiêu hủy, chỉ còn mười người sống sót, trong đó có Phiền.
Phiền được một quan ba người Pháp đem về Gia Định cho một linh mục nuôi ăn học. Học trường d'Adran, Phiền kết bạn với Vêrô Liễu, con một ông trùm họ ở Cầu Kho. Qua Vêrô Liễu, Phiền quen cô em họ của Liễu và đem lòng yêu cô này. Lớn lên, hai người kết vợ chồng, chung sống trong nhà Liễu.
Sáu tháng sau, Phiền đi làm thông ngôn tại Bà Rịa. Tại đây, Phiền gặp một cô vợ người Việt của một quan ba Tây. Nàng đem lòng thương yêu Phiền nhưng Phiền cự tuyệt. Nàng ấy bèn viết thư nặc danh tố cáo vợ Phiền tư tình với Vêrô Liễu. Phiền về điều tra, khám phá thư của Liễu hẹn hò với vợ mình.
Nhân dịp được lịnh dẫn lính đi phục kích một vụ cướp ghe, và cùng lúc Liễu đi ghe về Sài Gòn, Phiền sắp đặt cho lính "bắn lầm" giết Liễu.
Xong, Phiền về nhà, đánh thuốc độc cho vợ chết. Vợ bị thuốc độc hành hạ hơn mười một tháng mới chết. Trước khi tắt thở, vợ thầy bình tĩnh nói: "Tôi biết làm sao mà tôi phải chết, song tôi cũng xin Chúa tha thứ cho thầy!"
Giết được "đôi gian phu dâm phụ" nhưng lòng Phiền vẫn không an, chán đời đen bạc, Phiền bỏ việc đi tu tại nhà thờ họ Tân Định.
Phải mười một năm sau, thầy Phiền ghé qua Bà Rịa thăm chốn cũ nơi xưa, Phiền mới nhận được thư một phụ nữ. Đó là thư của vợ quan ba Tây năm xưa. Bà thú tội đã vu cáo vợ thầy, giả nét chữ của Liễu và gài thư giả mạo trong áo vợ thầy Phiền. Nhưng vẫn không toại nguyện vì thầy không đến với bà mà lại bỏ đi tu.
Đọc xong bức thư thú tội này, thầy Phiền chết đi trong nỗi ân hận không nguôi với tội ác tày trời của mình.